# Comblessac

Comblessac este o comună în departamentul Ille-et-Vilaine, Franța. În 1 ianuarie 2022 avea o populație de 677 de locuitori.